# Drosseln
Die Drosseln (Turdidae) sind eine artenreiche Vogelfamilie aus der Ordnung der Sperlingsvögel (Passeriformes).
Die Abgrenzung der Familie gegen die Fliegenschnäpper (Muscicapidae), die die Schwestergruppe der Drosseln bilden, wurde lange Zeit kontrovers diskutiert. Die Schmätzer (Saxicolinae), eine Unterfamilie der Fliegenschnäpper, wurden früher als „Kleindrosseln“ manchmal zu den Drosseln gestellt. Von manchen Autoren wurden die Drosseln insgesamt in die Fliegenschnäpper einbezogen. Auch aus diesem Grund gibt es einige Vogelarten, die im Deutschen als Drosseln bezeichnet werden, aber nicht zur Familie Turdidae gezählt werden.

## Beschreibung
Drosseln sind klein bis mittelgroß. Die Länge variiert zwischen 15 cm bei kleineren Arten wie der Zwergmusendrossel und bis zu 35 cm bei der Riesendrossel. Das Körpergewicht überspannt einen Bereich von etwa 20 g bis 150 g. Bei den meisten Arten sind Weibchen und Männchen gleich gefärbt.

## Lebensweise
Drosseln leben sowohl auf Bäumen als auch am Boden. Sie sind weit verbreitet.
Die Nahrungssuche erfolgt überwiegend am Boden, aber auch in Bäumen oder Gebüschen. Dort werden meist Wirbellose (Würmer, Arthropoden, Schnecken) gefangen. Die Drosseln fressen auch Beeren, deren Samen werden dann unverdaut ausgeschieden. So werden diese Pflanzen verbreitet (Zoochorie). Von den Darmflüssigkeiten wird die Keimhemmung einiger Samen aufgehoben.

## Fortpflanzung
Die Drosseln gehören zu den Freibrütern. Die Nester sind zumeist napfförmig. Sie befinden sich am Boden, in Bäumen, im Gebüsch oder in Höhlen.

## Gattungen und Arten
Zu dieser weltweit verbreiteten Familie gehören ca. 20 Gattungen, die in zwei Unterfamilien unterteilt werden. Die Familie zählt insgesamt rund 175 Arten, unter anderem die in Mitteleuropa weit verbreitete Amsel (Turdus merula).

### Unterfamilie Myadestinae

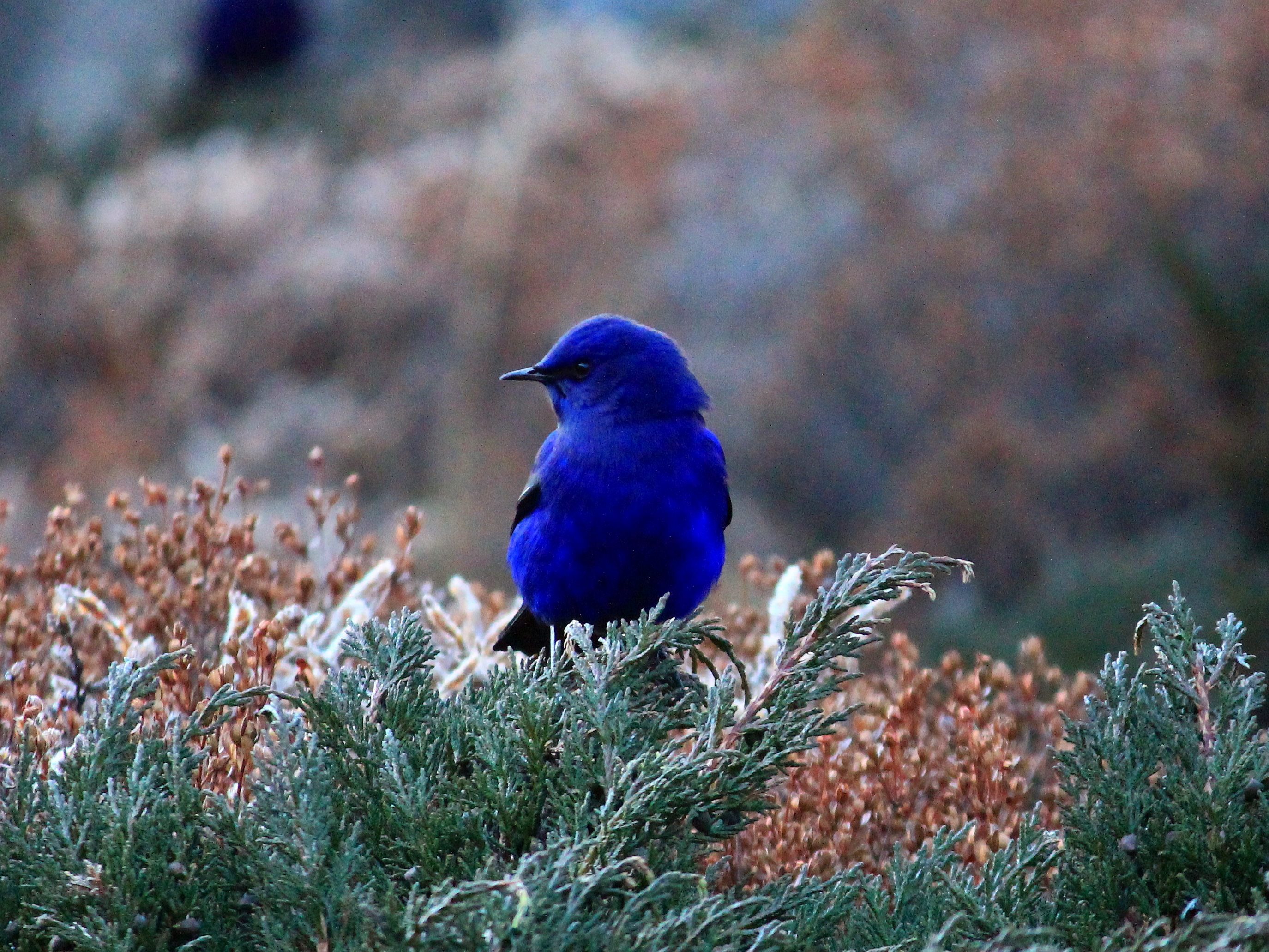
Grandala (Grandala coelicolor)

- Grandala – 1 Art (die systematische Stellung dieser Art ist nach wie vor unklar)
  - Grandala (Grandala coelicolor)

- Klarinos (Myadestes) – 13 Arten

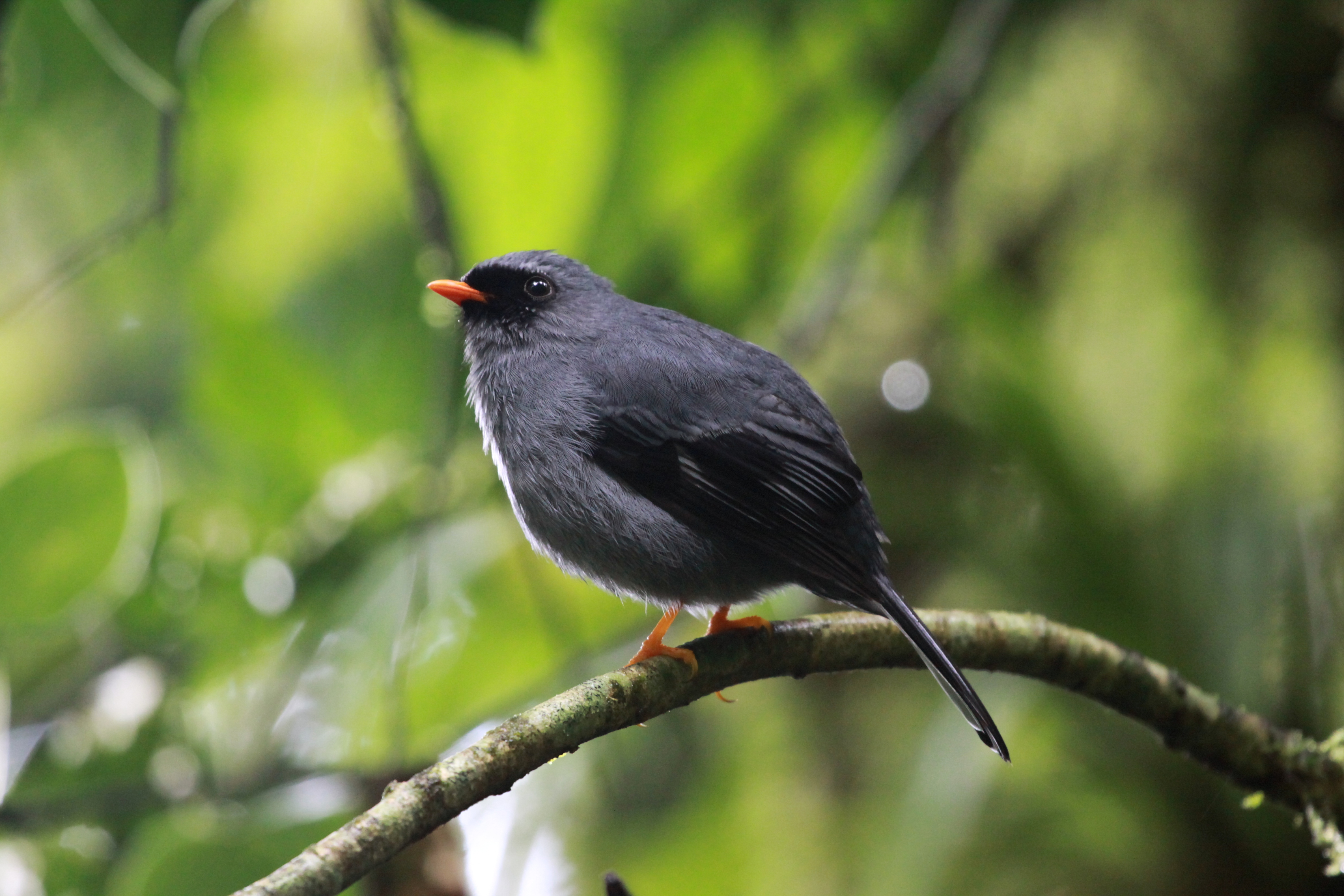
Maskenklarino (Myadestes melanops)

  - Buntklarino (Myadestes coloratus)
  - Kubaklarino (Myadestes elisabeth)
  - Bartklarino (Myadestes genibarbis)
  - Lanaiklarino (Myadestes lanaiensis)
  - Maskenklarino (Myadestes melanops)
  - Kauaiklarino (Myadestes myadestinus) †
  - Hawaiiklarino (Myadestes obscurus)
  - Braunrückenklarino (Myadestes occidentalis)
  - Palmerklarino (Myadestes palmeri)
  - Andenklarino (Myadestes ralloides)
  - Townsendklarino (Myadestes townsendi)
  - Schieferklarino (Myadestes unicolor)
  - Oahuklarino (Myadestes woahensis) †
- Fuchsdrosseln (Neocossyphus) – 2 Arten
  - Weißschwanz-Fuchsdrossel (Neocossyphus poensis)
  - Rotschwanz-Fuchsdrossel (Neocossyphus rufus)
- Hüttensänger (Sialia) – 3 Arten
  - Berghüttensänger (Sialia currucoides)
  - Blaukehl-Hüttensänger (Sialia mexicana)
  - Rotkehl-Hüttensänger (Sialia sialis)
- Stizorhina – 2 Arten
  - Finschdrossel (Stizorhina finschi)
  - Kurzlaufdrossel (Stizorhina fraseri)

### Unterfamilie Turdinae
- Cataponera – 1 Art
  - Schwarzbrauendrossel (Cataponera turdoides)

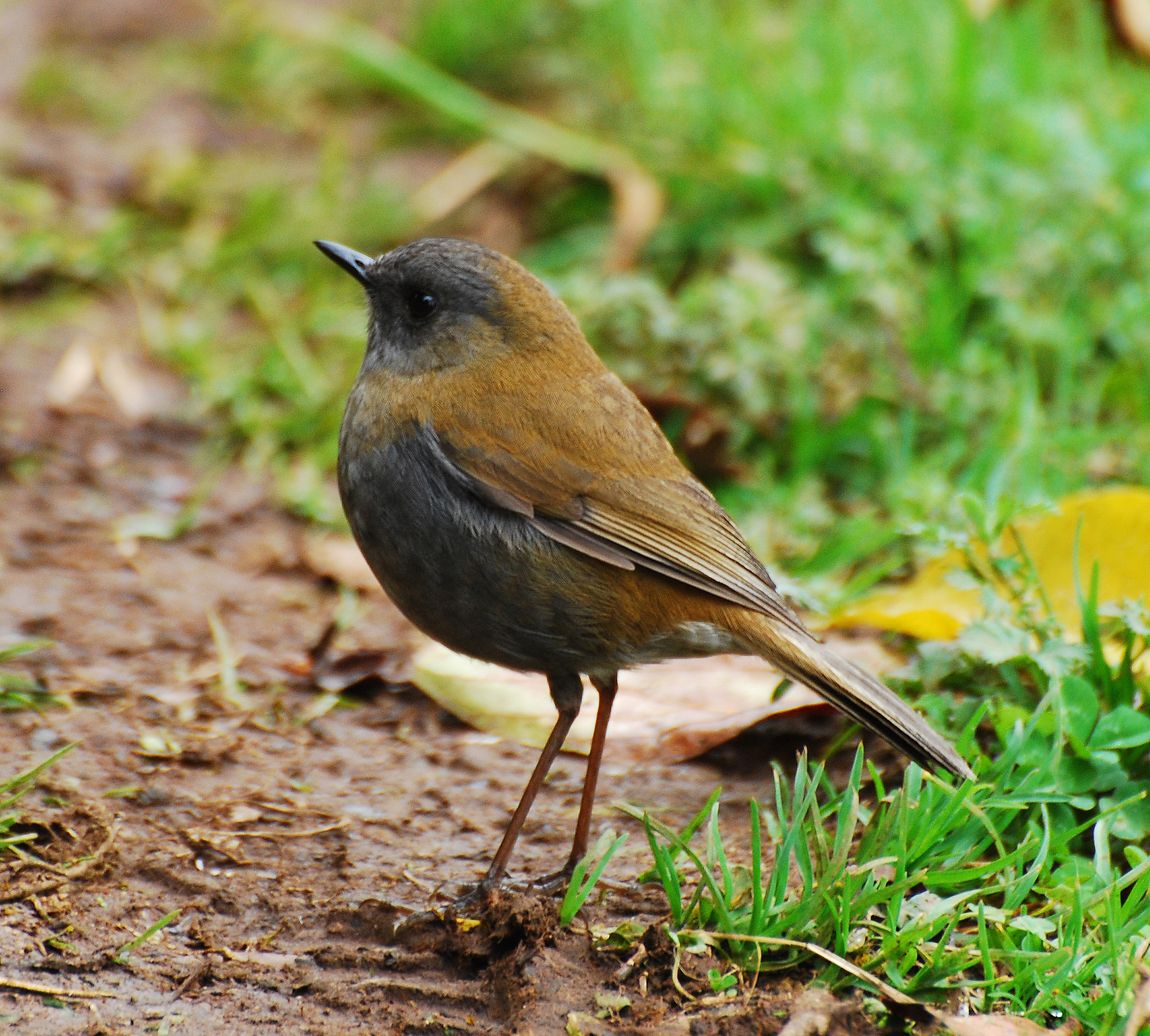
Graukehl-Musendrossel (Catharus gracilirostris)

- Musendrosseln (Catharus) – 13 Arten
  - Goldschnabel-Musendrossel (Catharus aurantiirostris)
  - Bicknellmusendrossel (Catharus bicknelli)
  - Tropfenbrust-Musendrossel (Catharus dryas)
  - Bergmusendrossel (Catharus frantzii)
  - Graurücken-Musendrossel (Catharus fuscater)
  - Weidenmusendrossel (Catharus fuscescens)
  - Graukehl-Musendrossel (Catharus gracilirostris)
  - Einsiedlerdrossel (Catharus guttatus)
  - Schwarzkopf-Musendrossel (Catharus mexicanus)
  - Grauwangendrossel (Catharus minimus)
  - Braunkopf-Musendrossel (Catharus occidentalis)
  - Swainsonmusendrossel (Catharus swainsoni)
  - Zwergmusendrossel (Catharus ustulatus)

- Chlamydochaera – 1 Art

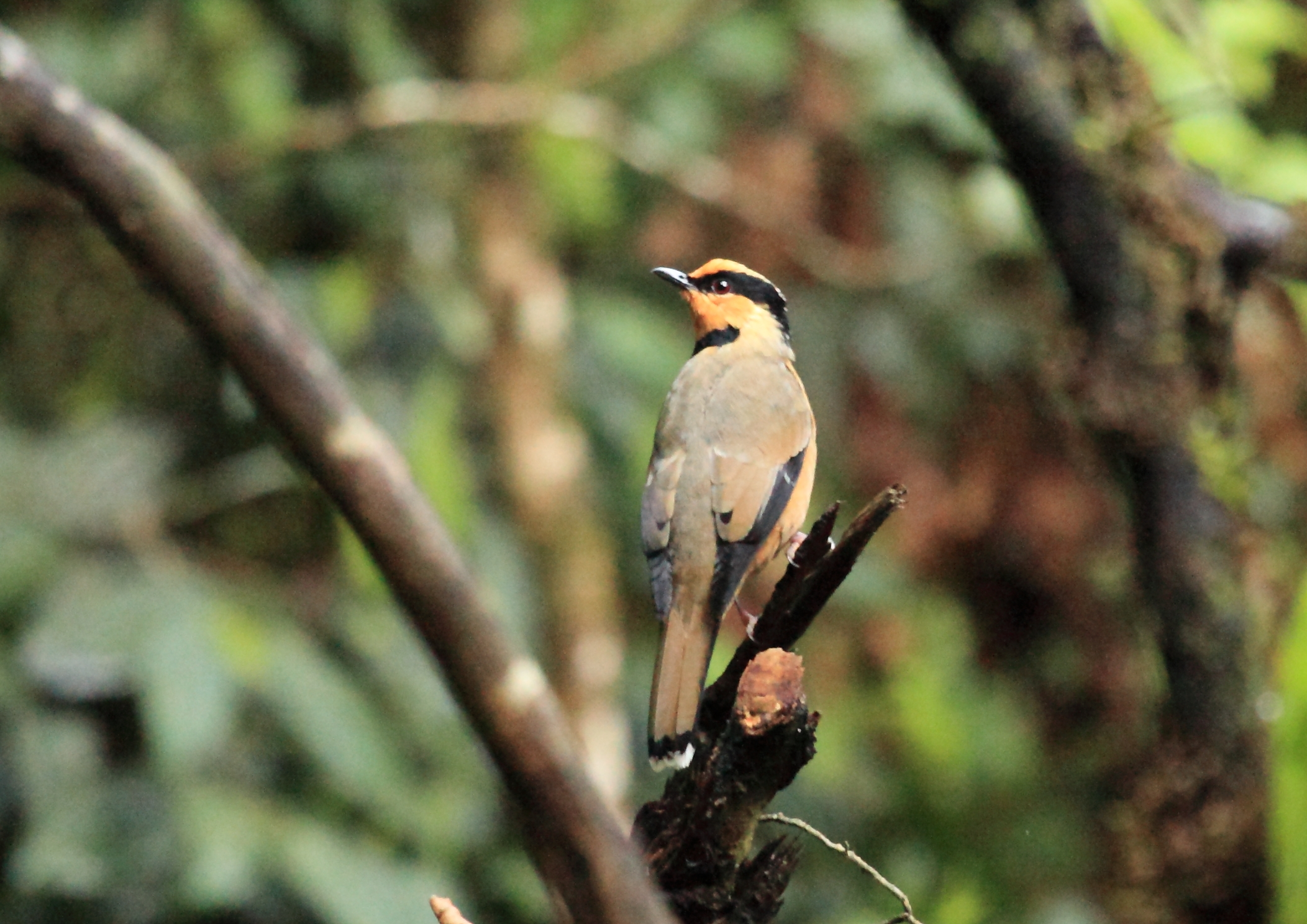
Fruchtpickerdrossel (Chlamydochaera jefferyi)

  - Fruchtpickerdrossel (Chlamydochaera jefferyi)
- Cichlopsis – 4 Arten
  - Rostkehlklarino (Cichlopsis chubbi)
  - Orangekehlklarino (Cichlopsis gularis)
  - Rostrückenklarino (Cichlopsis leucogenys)
  - Ockerkehlklarino (Cichlopsis peruviana)

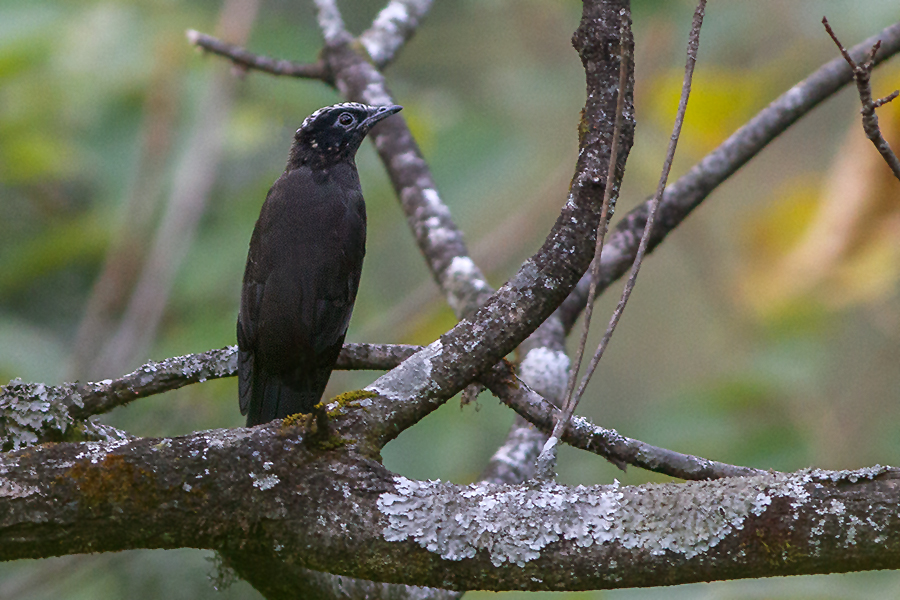
Purpurschnäpperdrossel (Cochoa purpurea)

- Schnäpperdrosseln (Cochoa) – 4 Arten
  - Sundaschnäpperdrossel (Cochoa azurea)
  - Sumatraschnäpperdrossel (Cochoa beccarii)
  - Purpurschnäpperdrossel (Cochoa purpurea)
  - Smaragdschnäpperdrossel (Cochoa viridis)
- Entomodestes – 2 Arten
  - Mohrenklarino (Entomodestes coracinus)
  - Dreifarbenklarino (Entomodestes leucotis)

- Geokichla – 21 Arten

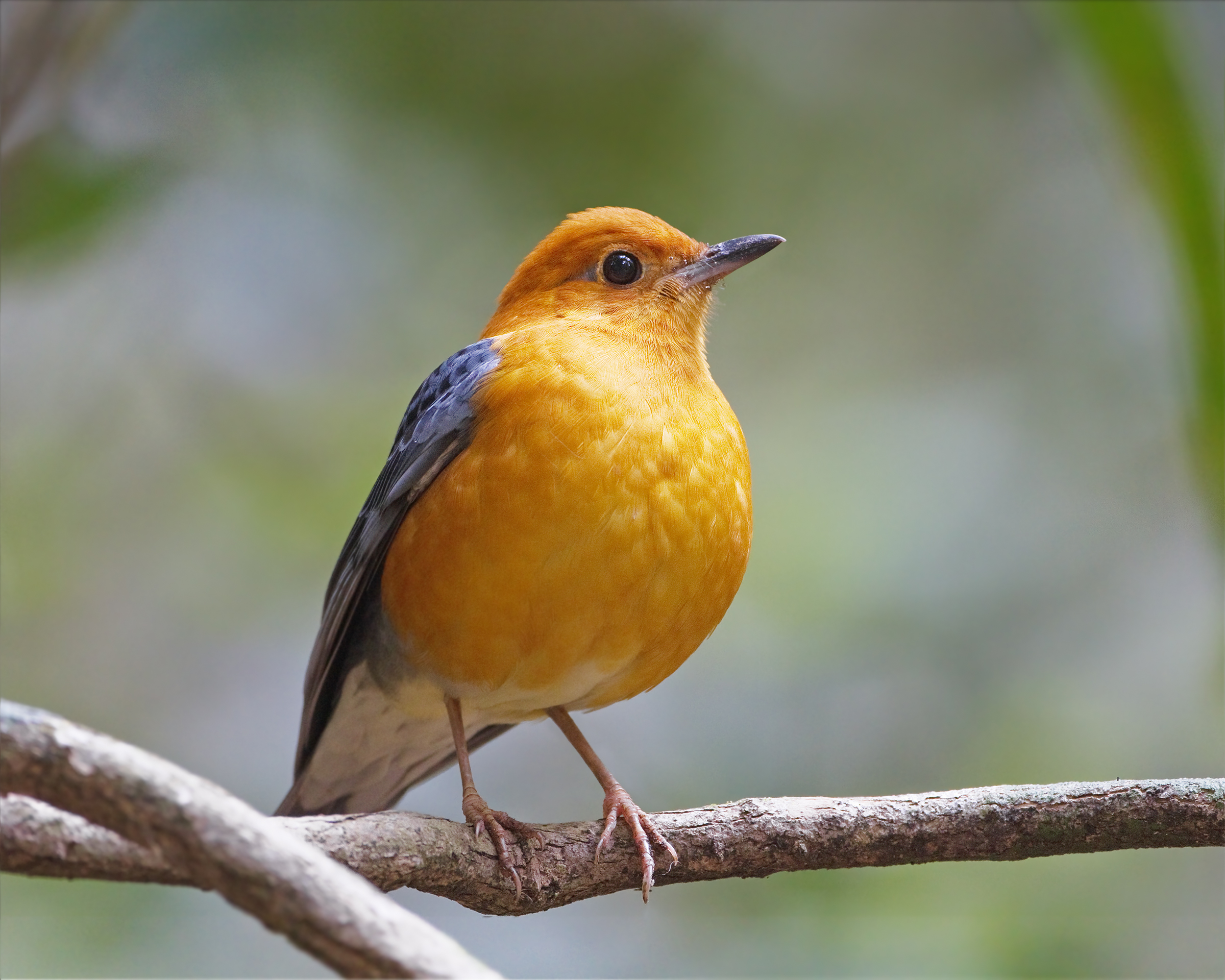
Damadrossel (Geokichla citrina)

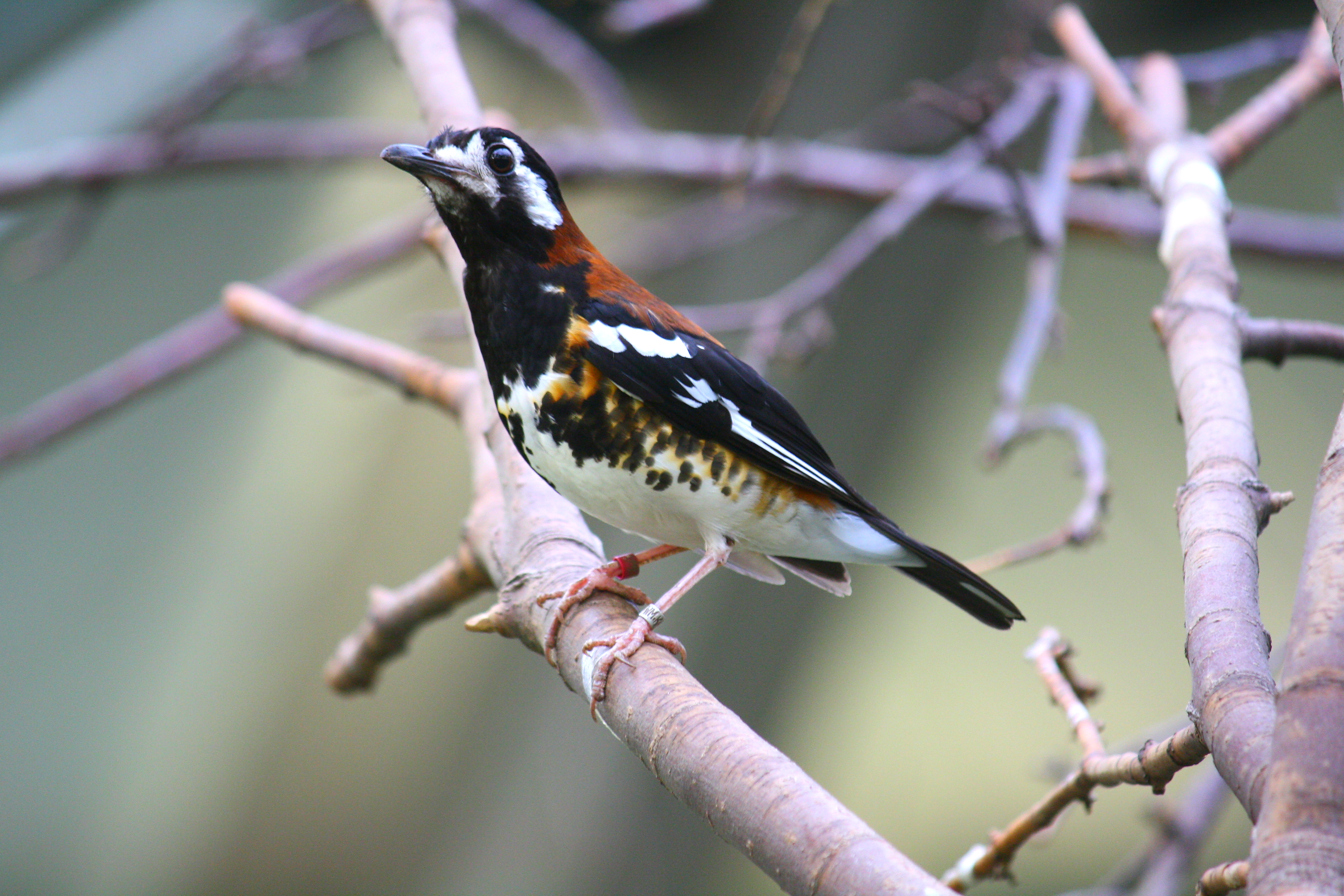
Sumbawadrossel (Geokichla dohertyi)

  - Kamerundrossel (Geokichla camaronensis)
  - Mindorodrossel (Geokichla cinerea)
  - Damadrossel (Geokichla citrina)
  - Crossleydrossel (Geokichla crossleyi)
  - Sumbawadrossel (Geokichla dohertyi)
  - Burudrossel (Geokichla dumasi)
  - Rotrückendrossel (Geokichla erythronota)
  - Gurneydrossel (Geokichla gurneyi)
  - Nataldrossel (Geokichla guttata)
  - Rostkappendrossel (Geokichla interpres)
  - Seramdrossel (Geokichla joiceyi)
  - Engganodrossel (Geokichla leucolaema)
  - Pelengdrossel (Geokichla mendeni)
  - Oberländerdrossel (Geokichla oberlaenderi)
  - Timordrossel (Geokichla peronii)
  - Orangedrossel (Geokichla piaggiae)
  - Ghanadrossel (Geokichla princei)
  - Weißohrdrossel (Geokichla schistacea)
  - Schieferdrossel (Geokichla sibirica)
  - Fleckflügeldrossel (Geokichla spiloptera)
  - Elsterdrossel (Geokichla wardii)
- Geomalia – 1 Art
  - Celebesdrossel (Geomalia heinrichi)

- Hylocichla – 1 Art

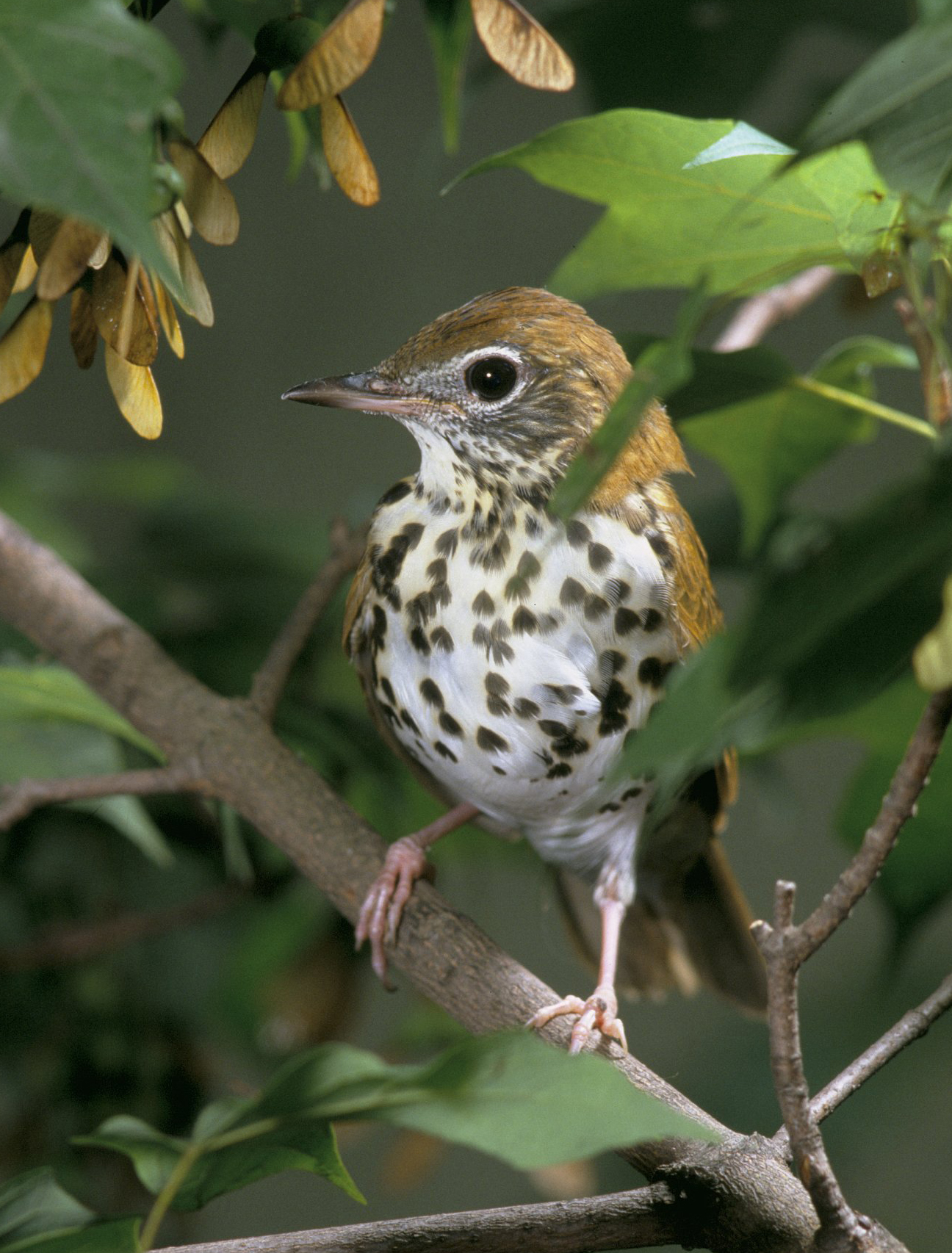
Walddrossel (Hylocichla mustelina)

  - Walddrossel (Hylocichla mustelina)
- Ixoreus – 1 Art
  - Halsbanddrossel (Ixoreus naevius)

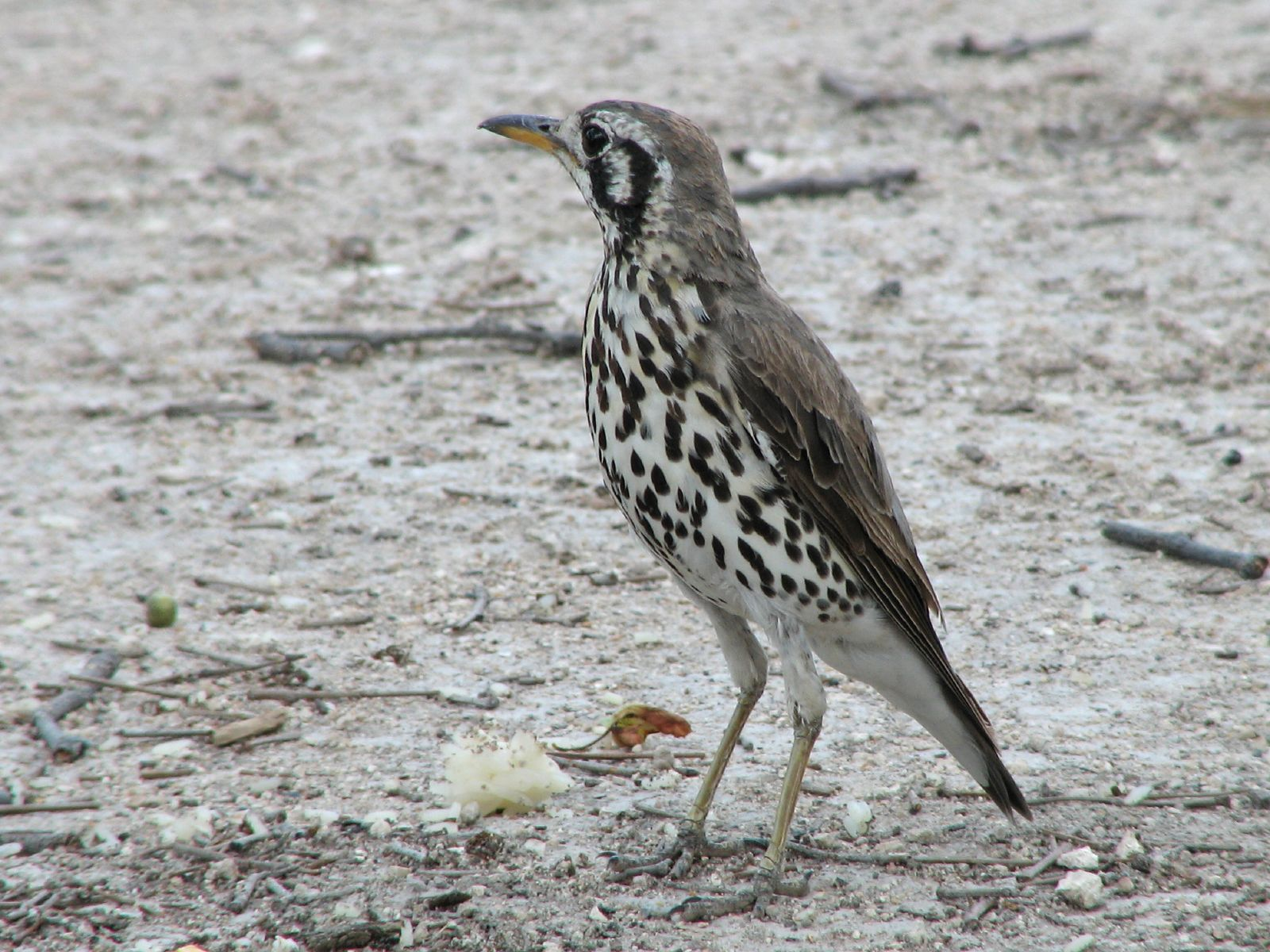
Akaziendrossel (Psophocichla litsitsirupa)

- Otocichla – 1 Art (oft in Genus Turdus eingeordnet; Schwestertaxon von Psophocichla)
  - Chinasingdrossel (Otocichla mupinensis)
- Psophocichla – 2 Arten (oft in Genus Turdus eingeordnet; Schwestertaxon von Otocichla)
  - Akaziendrossel (Psophocichla litsitsirupa)
  - Kosobaumdrossel (Psophocichla simensis)
- Ridgwayia – 1 Art
  - Aztekendrossel (Ridgwayia pinicola)

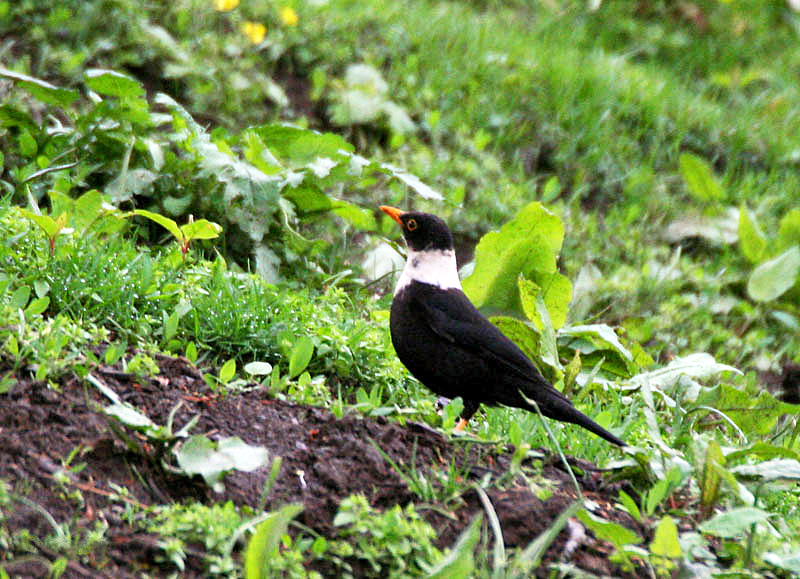
Weißhalsdrossel (Turdus albocinctus)

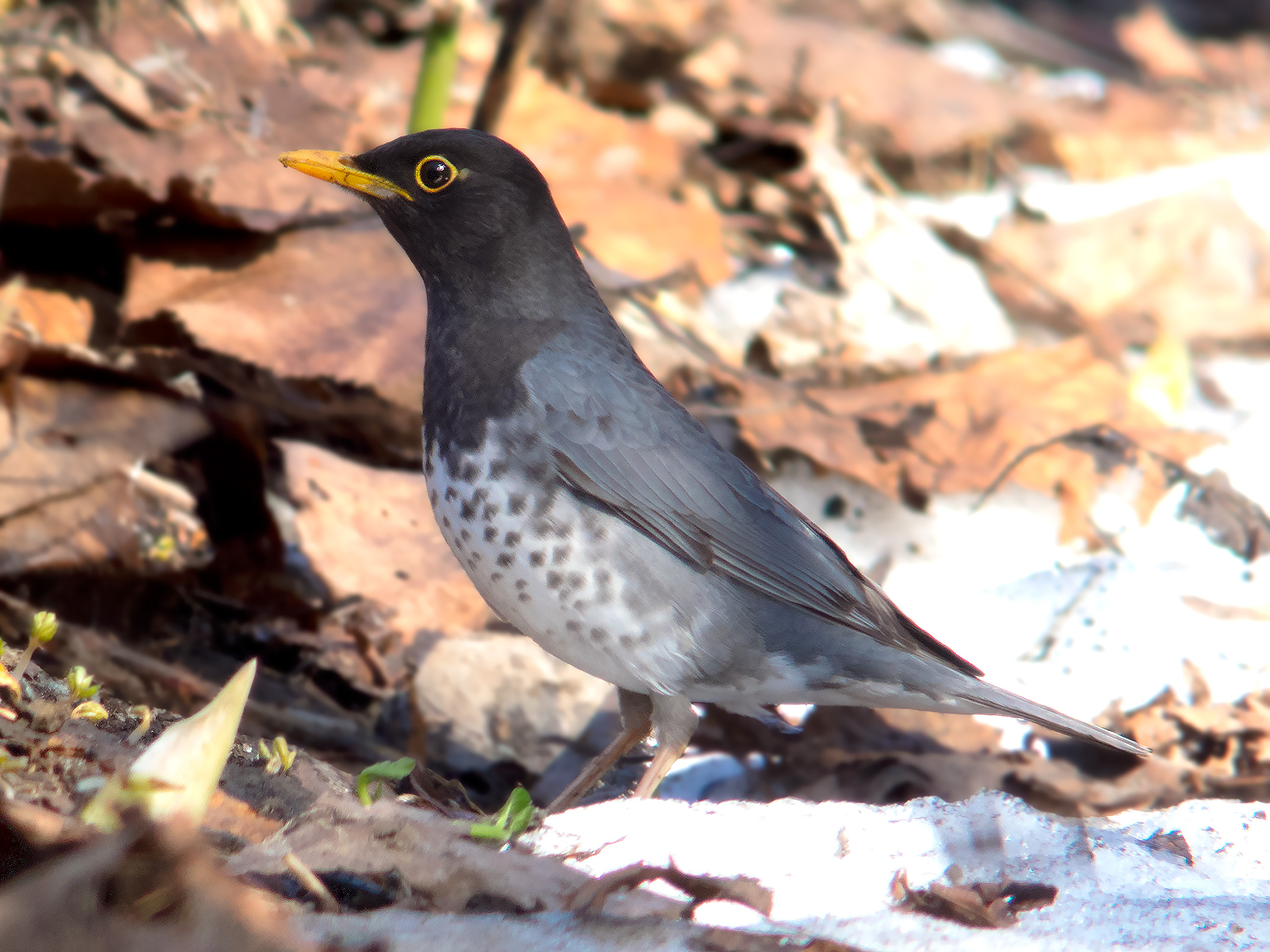
Scheckendrossel (Turdus cardis)

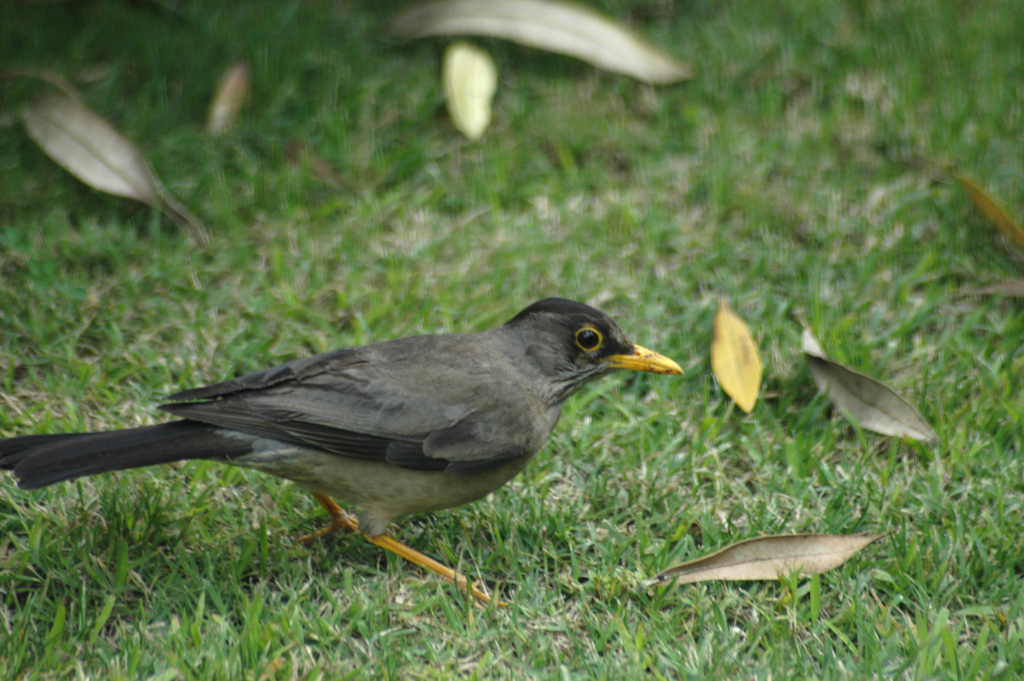
Magellandrossel (Turdus falcklandii)

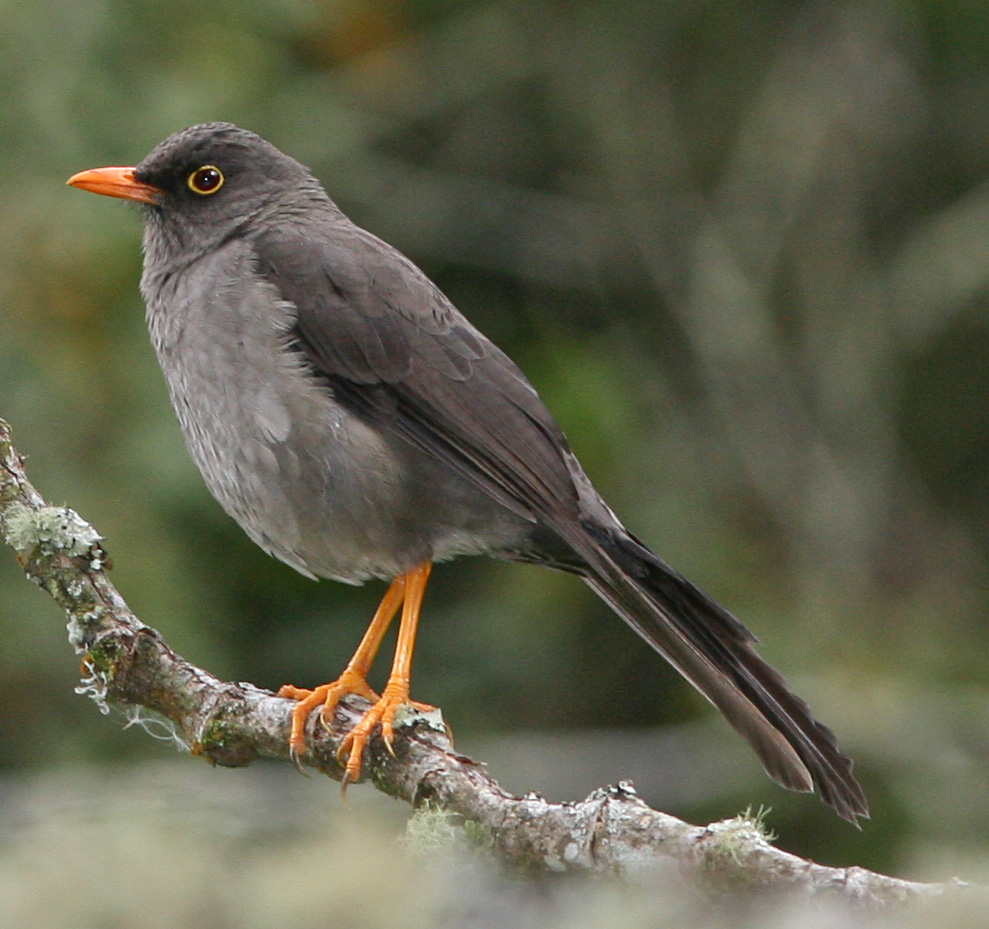
Riesendrossel (Turdus fuscater)

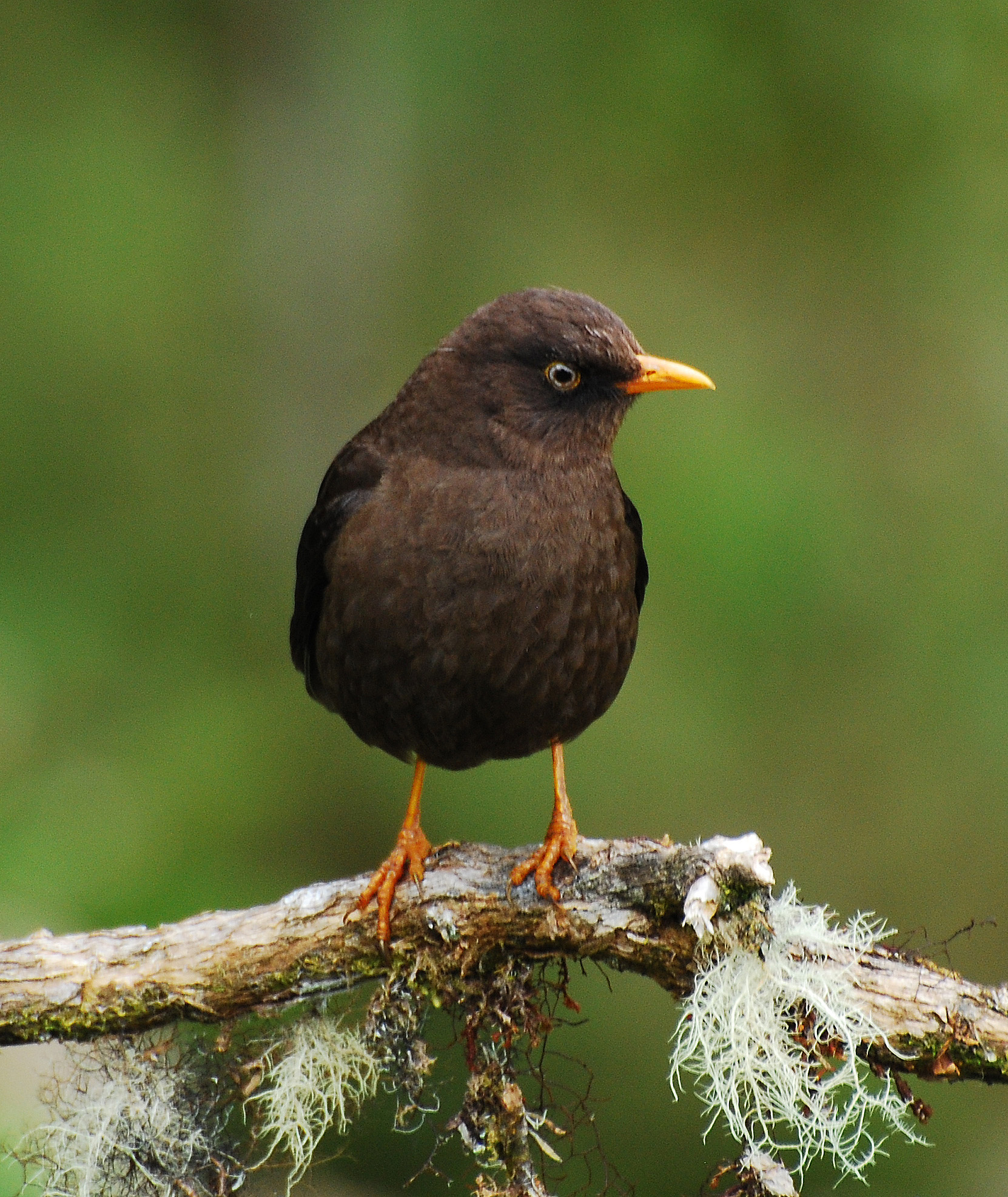
Rußdrossel (Turdus nigrescens)

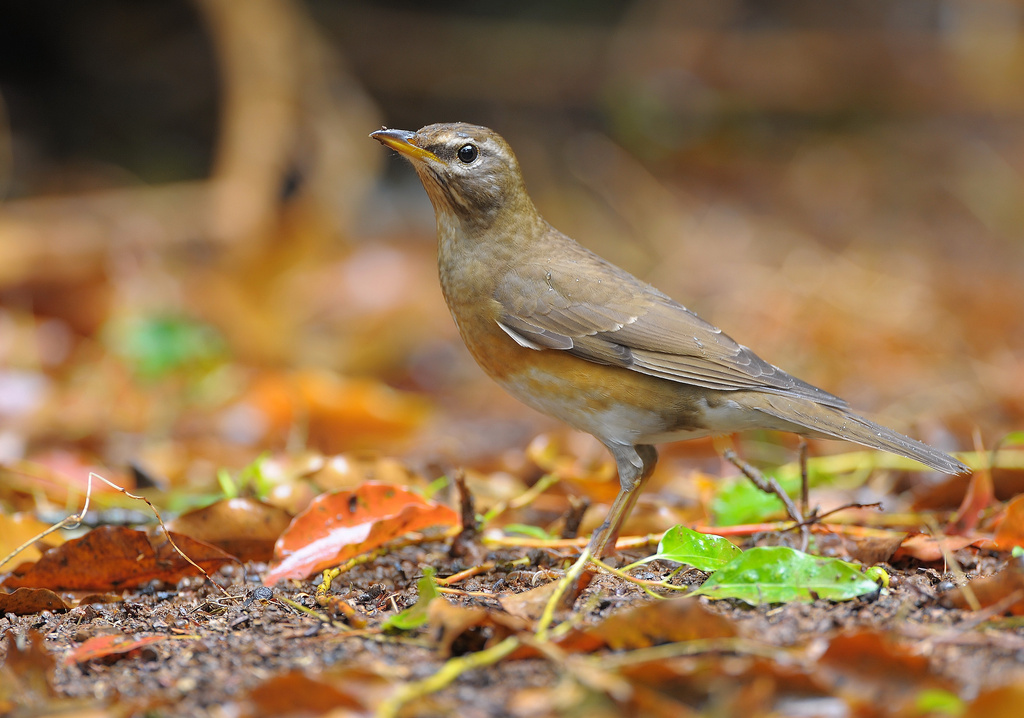
Weißbrauendrossel (Turdus obscurus)

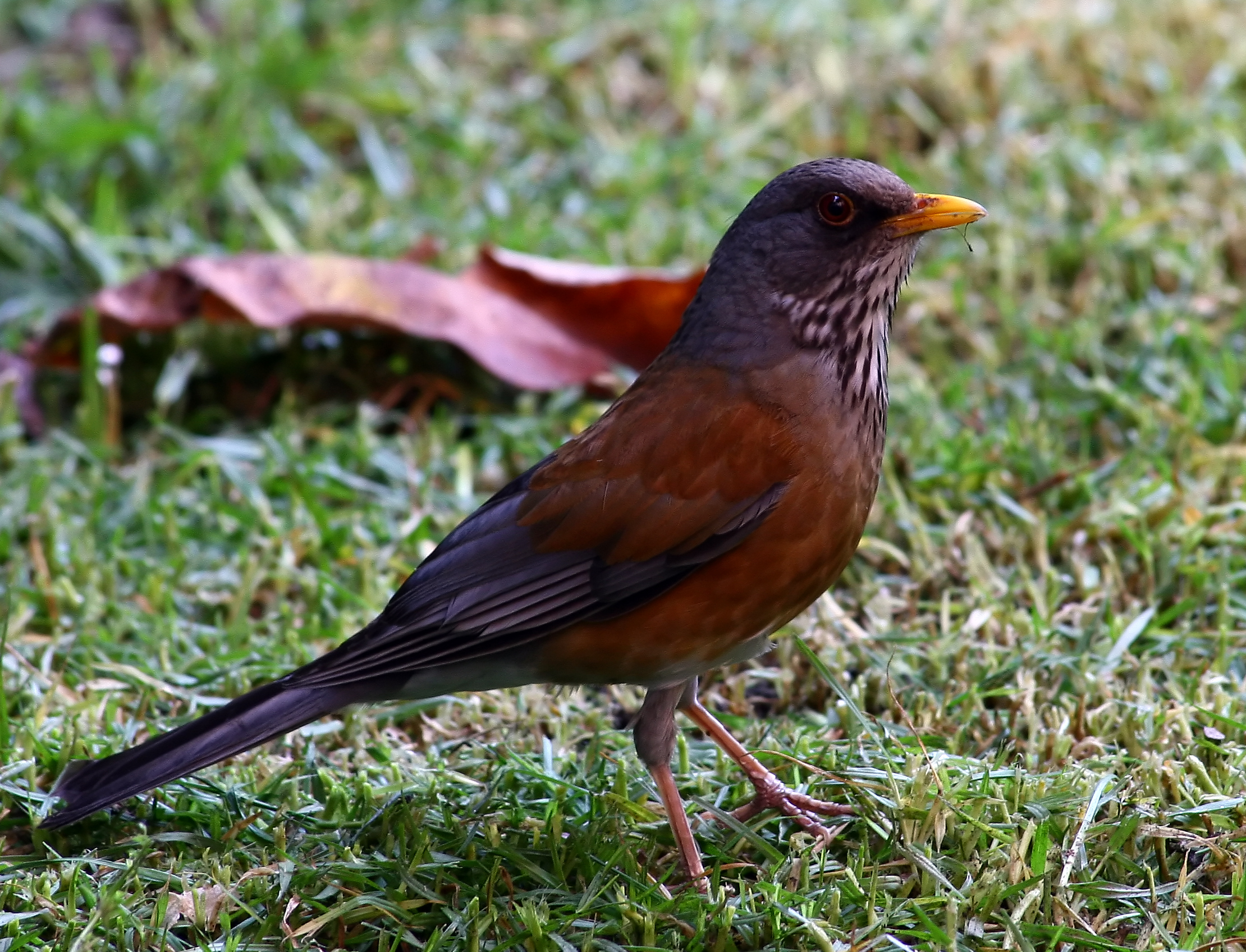
Rotmanteldrossel (Turdus rufopalliatus)

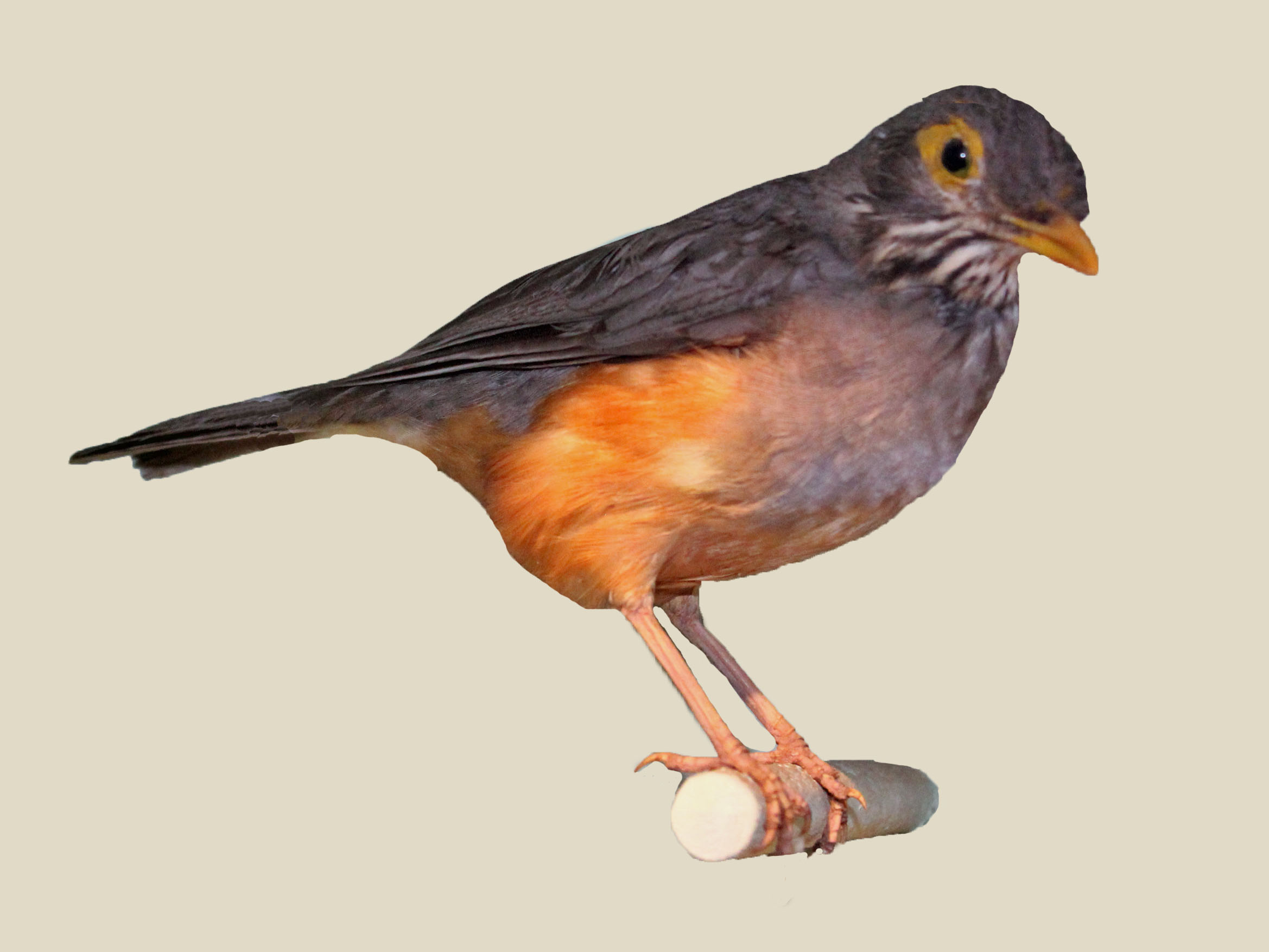
Brillendrossel (Turdus tephronotus)

- Echte Drosseln (Turdus) – 87 Arten
  - Abessiniendrossel (Turdus abyssinicus)
  - Halbringdrossel (Turdus albicollis)
  - Weißhalsdrossel (Turdus albocinctus)
  - Rahmbauchdrossel (Turdus amaurochalinus)
  - Anthrazitdrossel (Turdus anthracinus)
  - Hispaniola-Rotfußdrossel (Turdus ardosiaceus)
  - Tepuidrossel (Turdus arthuri)
  - Weißkehldrossel (Turdus assimilis)
  - Schwarzkehldrossel (Turdus atrogularis)
  - Weißkinndrossel (Turdus aurantius)
  - Komorendrossel (Turdus bewsheri)
  - Bülbülamsel oder Grauflügeldrossel (Turdus boulboul)
  - Scheckendrossel (Turdus cardis)
  - Kurodadrossel (Turdus celaenops)
  - Chiguancodrossel (Turdus chiguanco)
  - Japandrossel (Turdus chrysolaus)
  - San-Lucas-Wanderdrossel (Turdus confinis)
  - Daguadrossel (Turdus daguae)
  - Hellmayrdrossel (Turdus debilis)
  - Schwarzbrustdrossel (Turdus dissimilis)
  - Tristandrossel (Turdus eremita)
  - Rostflügeldrossel (Turdus eunomus)
  - Magellandrossel (Turdus falcklandii)
  - Feadrossel (Turdus feae)
  - Köhlerdrossel (Turdus flavipes)
  - Ockerbauchdrossel (Turdus fulviventris)
  - Kakaodrossel (Turdus fumigatus)
  - Riesendrossel (Turdus fuscater)
  - Gilbdrossel (Turdus grayi)
  - Palmaritodrossel (Turdus haplochrous)
  - Blassbauchdrossel (Turdus hauxwelli)
  - Taitadrossel (Turdus helleri)
  - Gartendrossel (Turdus hortulorum)
  - Schwarzschnabeldrossel (Turdus ignobilis)
  - Rotdrossel (Turdus iliacus)
  - Guatemaladrossel (Turdus infuscatus)
  - Weißaugendrossel (Turdus jamaicensis)
  - Rhododendrondrossel (Turdus kessleri)
  - Lawrence-Drossel (Turdus lawrencii)
  - Fahlbrustdrossel (Turdus leucomelas)
  - Taczanowski-Drossel (Turdus leucops)
  - Antillendrossel (Turdus lherminieri)
  - Rotschnabeldrossel (Turdus libonyanus)
  - Somalidrossel (Turdus ludoviciae)
  - Berlepsch-Drossel (Turdus maculirostris)
  - Mandarinamsel (Turdus mandarinus)
  - Maranondrossel (Turdus maranonicus)
  - Tibetamsel (Turdus maximus)
  - Jemendrossel (Turdus menachensis)
  - Amsel (Turdus merula)
  - Wanderdrossel (Turdus migratorius)
  - Rostschwanzdrossel (Turdus naumanni)
  - Rußdrossel (Turdus nigrescens)
  - Weißachseldrossel (Turdus nigriceps)
  - Taiwandrossel (Turdus niveiceps)
  - Nacktaugendrossel (Turdus nudigenis)
  - Weißbrauendrossel (Turdus obscurus)
  - Blasssteißdrossel (Turdus obsoletus)
  - São-Tomé-Drossel (Turdus olivaceofuscus)
  - Kapdrossel (Turdus olivaceus)
  - Kapuzendrossel (Turdus olivater)
  - Fahldrossel (Turdus pallidus)
  - Afrikadrossel (Turdus pelios)
  - Singdrossel (Turdus philomelos)
  - Wacholderdrossel (Turdus pilaris)
  - Cabanisdrossel (Turdus plebejus)
  - Rotfußdrossel (Turdus plumbeus)
  - Südseedrossel (Turdus poliocephalus)
  - Rotaugendrossel (Turdus ravidus)
  - Mausdrossel (Turdus reevei)
  - Usambaradrossel (Turdus roehli)
  - Kastaniendrossel (Turdus rubrocanus)
  - Rotkehldrossel (Turdus ruficollis)
  - Rotnackendrossel (Turdus rufitorques)
  - Rotbauchdrossel (Turdus rufiventris)
  - Rotmanteldrossel (Turdus rufopalliatus)
  - Várzeadrossel (Turdus sanchezorum)
  - Samtdrossel (Turdus serranus)
  - Indienamsel (Turdus simillimus)
  - Karoo-Drossel (Turdus smithi)
  - Grauerdrossel (Turdus subalaris)
  - Haitidrossel (Turdus swalesi)
  - Brillendrossel (Turdus tephronotus)
  - Ringdrossel (Turdus torquatus)
  - Einfarbdrossel (Turdus unicolor)
  - Misteldrossel (Turdus viscivorus)
  - Príncipe-Drossel (Turdus xanthorhynchus)

- Erddrosseln (Zoothera) – 19 Arten

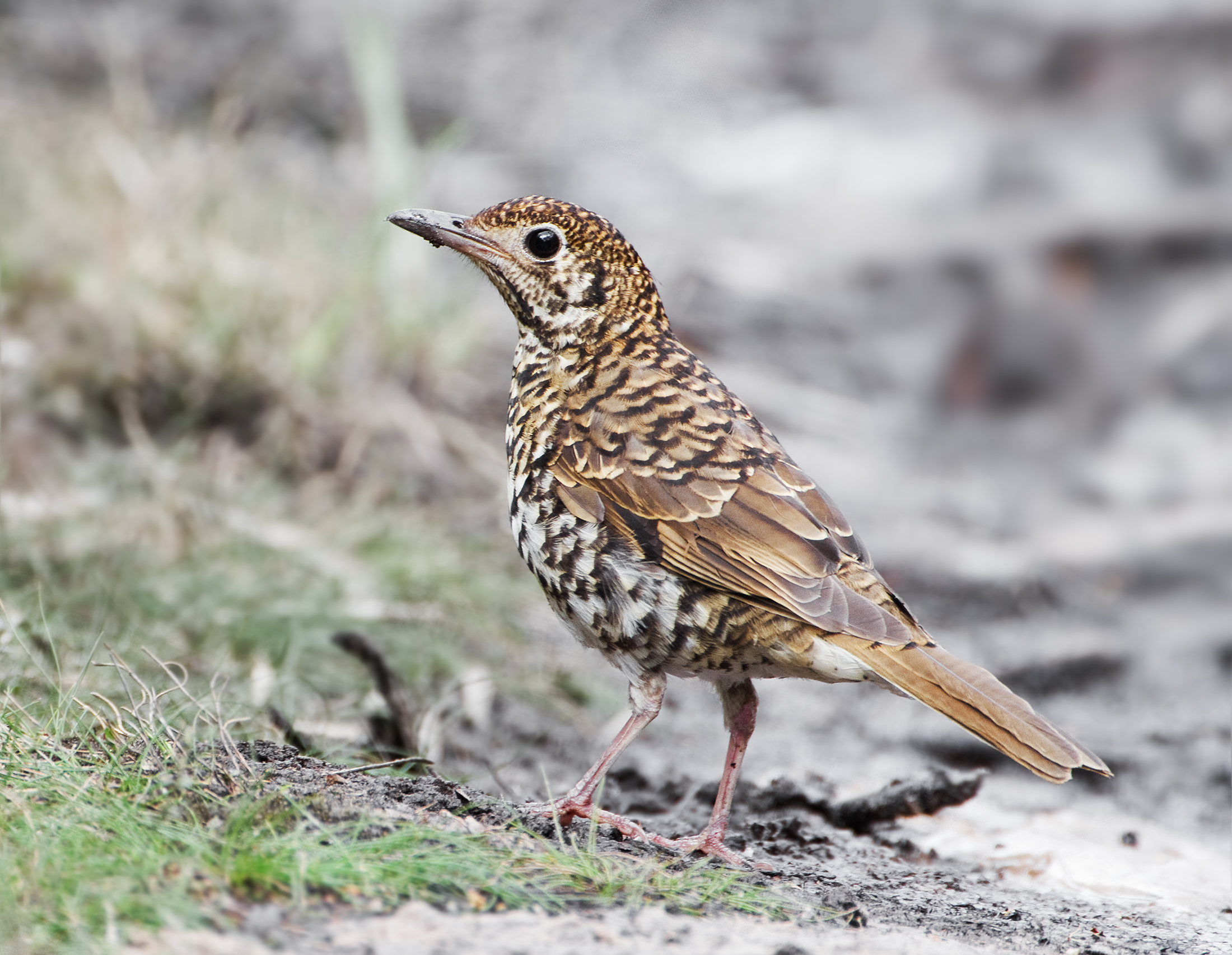
Tasmanerddrossel (Zoothera lunulata)

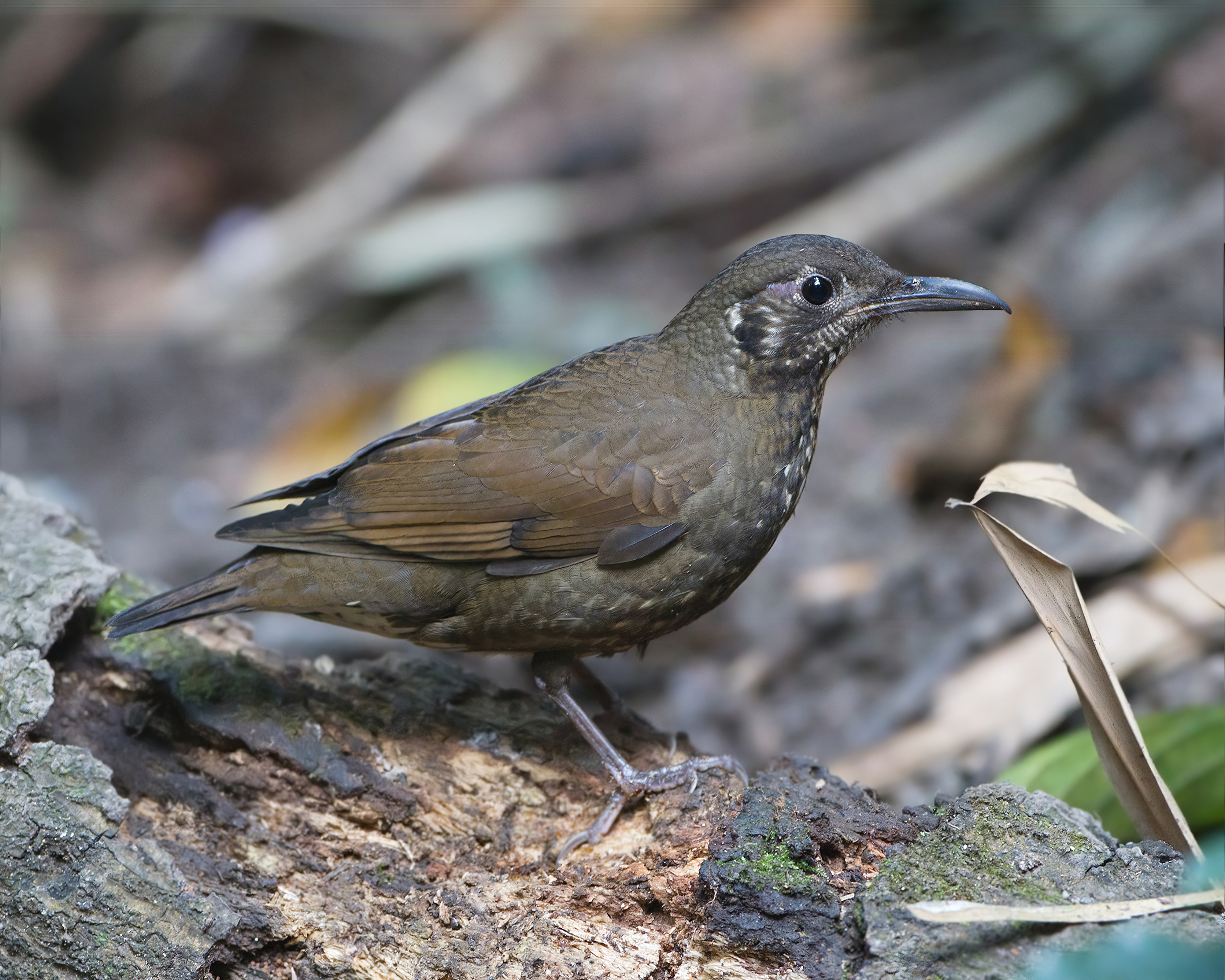
Langschnabeldrossel (Zoothera marginata)

  - Sundaerddrossel oder Andromedadrossel (Zoothera andromedae)
  - Bougainville-Erddrossel (Zoothera atrigena)
  - Erddrossel (Zoothera aurea)
  - Himalajaerddrossel (Zoothera dauma)
  - Dixonerddrossel (Zoothera dixoni)
  - Borneoerddrossel (Zoothera everetti)
  - Sichuanerddrossel (Zoothera griseiceps)
  - Heineerddrossel (Zoothera heinei)
  - Ceylonerddrossel (Zoothera imbricata)
  - Tasmanerddrossel (Zoothera lunulata)
  - Tanimbarerddrossel (Zoothera machiki)
  - Amamierddrossel (Zoothera major)
  - San-Cristobal-Erddrossel (Zoothera margaretae)
  - Langschnabel-Erddrossel oder Langschnabeldrossel (Zoothera marginata)
  - Felserddrossel (Zoothera mollissima)
  - Bergerddrossel (Zoothera monticola)
  - Walderddrossel (Zoothera salimalii)[1]
  - Bismarckerddrossel (Zoothera talaseae)
  - Bonin-Erddrossel (Zoothera terrestris) †
  - Guadalcanal-Erddrossel (Zoothera turipavae)